# Éléonore Pancrazi
Pour les articles homonymes, voir Pancrazi.
Éléonore Pancrazi, née en 1990 à Ajaccio, Corse, est une mezzo-soprano française.
Ancienne élève de l’École normale de musique de Paris et lauréate de nombreuses compétitions internationales, elle se démarque par l’éclectisme de ses prestations.

## Biographie
Éléonore Pancrazi a grandi à Corte, dans une famille de « lyricomanes ». En 2000, la diffusion à la télévision de La Périchole, mise en scène par Jérôme Savary, est l’élément déclencheur de sa passion pour l'opéra. Elle se consacre alors à la musique, en jouant du piano, du violon et de la batterie.
En 2013, elle finit sa formation à l’École normale de musique de Paris et devient le membre de l’Opéra Studio de l’Opéra de Lyon en 2014. Sa première prestation a lieu au festival Les Nuits d’été de Corté. Elle y joue le rôle de Zerlina dans Don Giovanni de Mozart mis en scène par Jean-Romain Vesperini en 2010.
Le répertoire d’Eléonore Pancrazi s’étend de la musique baroque à la musique contemporaine, à laquelle elle a été initiée par la compositrice Hélène Rasquier. 
Elle a beaucoup travaillé le répertoire français auquel elle a été initiée par Anne-Marie Sanial. Elle chante aussi le Bel canto et Rossini.
Elle a suivi une Master Class consacrée à Benjamin Britten qu'a dirigée Ian Bostridge à l’Abbaye de Royaumont et qui a conduit à un récital au Musée d’Orsay en avril 2017. 
Éléonore Pancrazi est conseillée par Susan Mac Culloch et Raphael Sikorski.

## Prix
- Nommée Révélation Artiste Lyrique aux Victoires de la musique classique 2019[6].
- Révélation de l'ADAMI en 2018.

## Rôles
- Louise de Pontcourlay dans Les Mousquetaires au couvent
- Barbarina dans Les Noces de Figaro
- Berta dans Le Barbier de Séville
- Varvara dans Katja Kabanova
- Giovanna dans Rigoletto
- Rosette dans Manon
- Carmen dans Carmen
- Maffio Orsini dans Lucrèce Borgia
- Cherubino dans Les Noces de Figaro
- Stéphano dans Roméo et Juliette
- Barena dans Jenůfa
- Rosina dans Le Barbier de Séville
- Sémiramis dans Semiramis[7]
- Orphée dans Orphée et Eurydice de Gluck à l'Opéra-Théâtre de Clermont-Ferrand[3].
- Métella dans La Vie parisienne.

## Prestations
À la Saline royale d'Arc-et-Senans, le samedi 27 août 2022, avec Jordi Savall et Le Concert des Nations :
- La belle voyageuse (légende irlandaise),  D'Irlande : Neuf mélodies irlandaises, Op. 2, n° 4, Poésie de Thomas Moore (poète), Hector Berlioz.
- Zaïde (boléro), pour soprano et orchestre De Feuillets d'album, Op. 19, n° 1, Poésie de Roger de Beauvoir, Félix Mendelssohn.

La Périchole, nouvelle production de Jacques Offenbach par Laurent Pelly et le chef Marc Minkowski. Au plateau, de l’excellent chant français: Stanislas de Barbeyrac en Piquillo, Marina Viotti (en remplacement de Marianne Crebassa) dans le rôle-titre, mais aussi Laurent Naouri, Chloé Briot et Eléonore Pancrazi. Au Théâtre des Champs-Élysées, du 18 au 20 novembre 2022.

## Album
- 2020 : Éléonore Pancrazi a enregistré l'album Chausson Le Littéraire[11] avec la soprano Louise Pingeot[12] et l'ensemble Musica Nigella dirigé par Takenori Nemoto. L'album sort de 18 septembre 2020[13].